# كاسة غران
كاسة غران هي قرية في مقاطعة بيرانشهر، إيران. عدد سكان هذه القرية هو 306 في سنة 2006.